# 393
Cette page concerne l'année 393  du calendrier julien. Pour l'année 393 av. J.-C., voir 393 av. J.-C. Pour le nombre 393, voir 393 (nombre).
L'année 393 est une année commune qui commence un samedi.

## Événements
- 23 janvier : Flavius Honorius, âgé de neuf ans, est proclamé Auguste par Théodose Ier[1].
- 27 février - 28 mars : les astronomes impériaux de la dynastie Jin à Nankin observent l'apparition d'une étoile invitée dans la constellation Wei (partie inférieure de la constellation du scorpion) pendant le deuxième mois lunaire de la dix-huitième année du règne Tai-Yuan ainsi que sa disparition pendant le neuvième mois lunaire (22 octobre - 19 novembre) de la même année. Les astrophysiciens rapprochent cette observation de la découverte par le satellite Rosat en 1996 du reste d'explosion d'étoile SNR G347.3-00.5 appelé également SN 393[2].
- Printemps : Eugène se rend en Italie et s'installe à Rome pour quelques mois, où il est acclamé par la population. Les cérémonies aux dieux antiques reprennent à Rome, les temples recouvrent leurs revenus et la statue de la Victoire reprend sa place dans la curie[3]. En 394, Théodose franchit les Alpes et vainc l’usurpateur Eugène à la bataille de la rivière froide (Frigidus), en Vénétie. Eugène est pris et mis à mort. Le général Argobast se suicide.

- Août : célébration des derniers Jeux olympiques, supprimés en 394 par Théodose Ier[4].
- 8 octobre : concile général de l'Église d'Afrique réunit à Hippone. Augustin, alors simple prêtre, prononce un discours De fide et symbolo (De la Foi et du Symbole)[5].

- Loi de Théodose précisant les statuts des colons, paysans attachés héréditairement à la terre[6].

## Décès en 393
- Ausone, poète meurt à Bordeaux (ou 394).
- Eunomius, théologien arien.
- Décès du rhéteur Libanios d'Antioche, né en 314, mort en 393 ou 395, ultime feu de la rhétorique antique.
- Richomer, général romain.